# أوليفر سميث (رسام)
أوليفر سميث (بالإنجليزية: Oliver Smith)‏ هو مصمم أزياء تقليدية ورسام أمريكي، ولد في 13 فبراير 1918 في واوبون في الولايات المتحدة، وتوفي في 23 يناير 1994 في بروكلين في الولايات المتحدة بسبب نفاخ رئوي.

## وصلات خارجية
- أوليفر سميث على موقع IMDb (الإنجليزية)
- أوليفر سميث على موقع قاعدة بيانات برودواي على الإنترنت (الإنجليزية)
- أوليفر سميث على موقع قاعدة بيانات الفيلم (الإنجليزية)